# هيكتور بيانشوتي
هيكتور بيانشوتي بالفرنسية: Hector Bianciotti)‏ ولد في 18 مارس 1930 بكوردوبا في الأرجنتين، وتوفى في 12 يونيو 2012. وهو ممثل سينما، وكاتب وأكاديمي فرنسي من أصول إيطالية-أرجنتينية. حصل على جائزة فيمينا الأدبية عام 1985.

## روابط خارجية
- هيكتور بيانشوتي على موقع IMDb (الإنجليزية)
- هيكتور بيانشوتي على موقع مونزينجر (الألمانية)